# Ropica sublineata
Ropica sublineata là một loài bọ cánh cứng trong họ Cerambycidae.